# Xavantes
O  povo indígena brasileiro xavante, autodenominado A'uwē ("gente") ou A'uwẽ Uptabi ("pessoas verdadeiras") são um povo original do Brasil, pertence linguisticamente à família linguística jê, a qual, por sua vez, pertence ao tronco linguístico macro-jê. São aparentados com o povo Xerente, também pertencentes a essa família linguística. 
Xavantes é forma escolhida pelos colonizadores portugueses para designar os habitantes de uma aldeia no norte de Goiás, em fins do século XVI. O nome possui origem desconhecida.

## Características gerais

### Demografia
Os xavante formam, junto com os nativos xerentes, um conjunto etnolinguístico conhecido na literatura antropológica como acuen ou aquém, pertencente à família linguística jê, do tronco macro-jê.
Segundo estimativas da SIL International em 2024, a língua xavante era utilizada por uma faixa de 10 mil à 1 milhão de pessoas e encontra-se em situação estável, quando a língua não é usada por instituições formais, mas ainda é norma no lar e na comunidade que todas as crianças aprendam e utilizem a língua.
Em relação à família linguística jê, o Censo demográfico do Brasil de 2010 do IBGE identificou 42.793 pessoas que falavam a língua, sendo 38.577 em Terras indígenas e 4.216 fora. Do total, a maior parte vivia na região sul (18.733 pessoas), seguida da região centro-oeste (11.487 pessoas) e região norte (9.703 pessoas).
Atualmente, a população xavante no Brasil está em crescimento como se pode ver na tabela abaixo. 
| Ano  | População total | Fontes (todas de ISA - 2014 , exceto quando indicado) |
| ---- | --------------- | ----------------------------------------------------- |
| 1958 | 1.100           | SPI - Missão salesiana: in Maybury-Lewis [1984]       |
| 1963 | 1.465           | SPI - Missão salesiana: in Maybury-Lewis [1984]       |
| 1969 | 2.160           | Giaccaria e Heide [1972]                              |
| 1977 | 3.340           | Funai: in Lopes da Silva [1986]                       |
| 1980 | 3.405           | Funai: in Lopes da Silva [1986]                       |
| 1983 | 4.412           | Funai                                                 |
| 1984 | 4.834           | Funai: in Graham [1995]                               |
| 1988 | 6.091           | Funai: in Carrara [1998]                              |
| 1996 | 7.985           | Funai                                                 |
| 1998 | 10.221          | Equipe de Saúde: FunaiI/PNUD/Prodeagro                |
| 2000 | 9.601           | DSEI /Funasa – Barra do Garças                        |
| 2004 | 11.231          | DSEI /Funasa – Barra do Garças                        |
| 2007 | 13.303          | DSEI/Funasa– Barra do Garças                          |
| 2014 | 18.380          | SIASI/SESAI (2014)                                    |
| 2020 | 22.256          | SIASI/SESAI (2020)                                    |

## Distribuição
A região onde vivem hoje tem grande rede hidrográfica formada pelas bacias dos afluentes dos rios Culuene, Xingu, das Mortes e Araguaia. É dessa região de floresta tropical, mato e savana, com árvores baixas e altas, que os nativos retiram o alimento e os materiais para seus artesanatos, armas, instrumentos musicais e as ocas, dispostas em forma circular. Ali, também buscam caças, frutos, palmeiras e pescados.
Devido à atual ocupação da região pelas culturas da soja e do gado, bem como outras monoculturas agrícolas, o uso de pesticidas e a diminuição das matas, seu modo de vida ligado à caça e à coleta tem mudado bastante. Muitas vezes, a "caça" e a "coleta" são deslocadas da mata para as cidades vizinhas, onde vão adquirir alimento e coisas dos "estrangeiros".
Em 2020, população xavante (22.256 pessoas) estava distribuída em 12 terras indígenas - todas elas localizadas no leste do estado de Mato Grosso. 
São elas: 
- Marãiwatsédé
- Marechal Rondon
- Sangradouro/Volta Grande (juntamente com índios Bororo)
- São Marcos
- Areões
- Areões I
- Areões II
- Parabubure
- Pimentél Barbosa
- Chão Preto
- Ubawawe
- Wedezé.

Oito delas estão homologadas e registradas; duas encontram-se em processo de identificação; uma está reservada e registrada e uma está identificada e aprovada mas sujeita a contestação.
Em 2007, a tese de doutorado de Luís Roberto de Paula abordou a formação de 9 Terras Indígenas Xavante e, em especial, a TI Parabubure.

## História
Os Xavantes habitavam a região entre os rios Araguaia e Tocantins. Eram um povo numeroso e forte.  Tinham, como atividade predominante até a segunda metade do século XX, a caça, a pesca e a coleta de frutos e palmeiras.
Ao longo do século XVIII, com a descoberta de ouro na capitania de Goiás, ocorreram conflitos entre a população xavante local e os garimpeiros, bandeirantes, colonos e missionários que chegaram. Alguns xavantes reagiram violentamente, outros procuraram se integrar, e outros optaram por migrar. Os que migraram para o oeste cruzaram o rio Araguaia em algum ponto entre o final do século XVIII e o início do século XIX, enquanto os que ficaram passaram a ser conhecidos por xerentes. Mitos xavantes descrevem esse evento com a figura de um enorme boto que teria surgido no meio do rio Araguaia, assustando e separando para sempre xavantes e xerentes. Outro mito diz que os xavantes teriam sido transportados por botos, conseguindo assim atravessar as agitadas águas do rio Araguaia. A designação "xavante" teria sido, então, criada pelos não nativos para diferenciar os xavantes dos xerentes que ficaram no atual estado de Tocantins. O governo de Portugal organizou várias expedições militares contra os Xavantes com o objetivo de "pacificação". Em uma delas organizada entre 1794 e 1798 por Tristão da Cunha, foram fixados em aldeamentos, os quais os enfraqueceram. Um grupo de sobreviventes decidiu atravessar o Rio Araguaia e o Rio das Mortes, chegando a parte norte-oriental da Serra do Roncador, onde passaram um tempo recusando o contato com não indígenas.
No atual estado do Mato Grosso, viveram sem serem intensivamente assediados até a década de 1930.Inicialmente, a alimentação era garantida por meio da agricultura, caça e pesca. Cultivavam milho, mandioca, feijão, abóbora e batata. Recolhiam raízes e frutas selvagens. A mulher era responsável pelo cultivo, no entanto, essa atividade foi estendida também aos homens, devido a maior variedade no cultivo e a sua importância na alimentação. Dessa forma, as atividades dos homens não são restritas apenas a caça e a pesca, muito afetadas pela destruição da floresta.
Em 1982, o cacique xavante Mário Juruna tornou-se o primeiro nativo brasileiro a se eleger deputado federal no país. No final da década de 1980, os xavantes sofreram com a falta de caça. Uma investigação do governo mostrou que a caça intensiva em torno das aldeias exterminou as espécies animais que viviam na área. Para superar essa situação, os Xavantes aceitaram um plano de três pontos proposto pelo governo federal do Brasil. Primeiro, proteger um terço da reserva por um período de 3 a 5 anos, para permitir a regeneração. Então, promover o desenvolvimento da agricultura e uma rotação de atividades de caça, incluindo a pesca durante a estação seca. Por último, organizar patrulhas na reserva para impedir que caçadores de fora entrem na reserva.
Na década de 1990, os xavantes tiveram várias experiências novas com os "estrangeiros", como: um intercâmbio realizado com a Alemanha; a implementação de um projeto de educação bilíngue; e uma parceria musical com a banda de heavy metal Sepultura em seu álbum "Roots".
Hoje, os Xavantes vivem nas reservas distribuídas a oeste do Rio Araguaia, na Serra do Roncador e a leste do Rio das Mortes. As aldeias agora têm cerca de 10 000 habitantes. A reserva Rio das Mortes, cuja superfície é de 2 390 quilômetros quadrados, inclui 850 Xavantes distribuídos em 4 aldeias.
Os Xavantes tiveram que desistir de certas práticas, como a de atravessar um vasto território em busca de comida. Sua rota de caça está agora limitada a 20 quilômetros ao redor de sua aldeia. Sua técnica é cercar uma área para incendiar e abater animais em fuga com flechas ou armas de fogo. A carne pode ser cozida e comida no mesmo dia ou defumada para ser comida em outro dia.

## Tradições e rituais
Na literatura antropológica, os xavantes são conhecidos principalmente por sua organização social de tipo dualista, ou seja, trata-se de uma sociedade em que a vida e o pensamento de seus membros estão constantemente permeados por um princípio dual, que organiza sua percepção do mundo, da natureza, da sociedade e do próprio cosmos como estando permanentemente divididos em metades opostas e complementares.
A aldeia xavante original era construída em forma de ferradura, com a abertura voltada para um rio próximo. No centro há uma praça, onde os homens se reúnem e o conselho de anciãos tomam decisões. As casas são circulares, feitas de paus e bambus com teto de folhas, nelas habitam duas ou três famílias. A casa é administrada pelas mulheres, que preparam e distribuem os alimentos. 
Sua tradição tem uma maneira própria de ser transmitida e transformada, através de relatos, rituais e ensinamentos. A escrita é uma necessidade para qual o povo xavante se adaptou, com o intuito de reivindicar seu espaço na sociedade nacional e internacional. Os xavantes têm uma organização supostamente dualista e essa percepção da vida como um todo divide tudo permanentemente em metades opostas e complementares, mas há outras formas de divisão coletiva e organização das relações, como em trios ou quartetos. Esta é a chave da cultura dos xavantes. Existe também a corrida de buriti, denominada de uiwede, uma corrida de revezamento em que duas equipes de gerações diferentes correm cerca de 8 quilômetros, passando um tora de palmeira de buriti de cerca de 80 quilogramas de um ombro para o outro até chegarem ao pátio da aldeia.
Os xavantes dividem-se em oito grupo delimitados pela idade, que é definida por classes: criança, menino, rapaz, adulto, ancião e velho. A passagem de uma classe para outra é celebrada com ritos, cantos e danças. Na fase em que consideram que o indivíduo deixa de ser menino ocorre a perfuração da orelha e a apresentação das noivas aos respectivos noivos. Desde pequenos, os meninos formam grupos de idade semelhante. A primeira cerimônia pública de que os meninos participam é o ói'ó, em que os meninos demonstram sua coragem, seus medos, sua fraquezas através da luta com clavas. Quando chega o tempo certo, os mais velhos decidem a entrada dos meninos no Hö (casa tradicional, especialmente construída numa das extremidades do semicírculo da aldeia, para a reclusão dos wapté durante o período de iniciação para a fase adulta), onde os meninos vão viver reclusos por cinco anos. Todo menino xavante, de 10 a 18 anos, passa por esse período de reclusão de cinco anos na casa dos solteiros, onde o jovem permanece sem contato com a tribo. Nesse período, o jovem fica todo o tempo no Hö. Ele só deixa a casa para rituais e para atividades fora da aldeia, como caça e pesca.
Na educação xavante são reforçados a superação do cansaço, da dor e do medo. Esses valores são reafirmados pelos anciãos através de lendas. A educação não é papel exclusivo dos pais, ainda que nos primeiros anos de vida fique a cargo da mãe. Ao longo do tempo os meninos tem a formação diretamente influenciada por padrinhos, rapazes mais velhos. 
O ritual de furo de orelha acontece quando os wapté saem definitivamente do Hö, ou seja, na passagem da adolescência para a vida adulta. Após os cinco anos, acontece, na aldeia, a festa chamada Danhono, onde a orelha dos jovens é furada, sendo o furo preenchido com um cilindro de madeira que os xavantes acreditam ser indutor de sonhos. Atualmente, os xavantes jovens criaram uma analogia entre esses cilindros e as antenas: os cilindros seriam como "antenas" que captam os pensamentos dos ancestrais xavantes durante os sonhos. Após o ritual, os jovens passam a ser considerados adultos e voltam ao convívio social com a tribo. 
Pintam-se com jenipapo, carvão e urucum, tiram as sobrancelhas e os cílios, usam cordinhas nos pulsos e pernas e a gravata cerimonial de algodão. O corte de cabelo e os adornos e pinturas são marcadores de diferença dos xavantes em relação aos outros, transmitida através dos cantos pelos ancestrais e partilhados com todo o povo da aldeia. 
A alimentação tradicional dos xavantes baseia-se na coleta de raízes silvestres, castanhas e frutos, principalmente pelas mulheres. Complementa-se com a caça e a pesca praticadas pelos homens. Secundariamente, existe o cultivo de milho (principal produto agrícola, muito importante nos mitos xavantes), feijão e abóbora.
Os xavantes falam a língua aquém, porém os homens costumam falar a língua portuguesa quando se relacionam com não xavantes. A maioria das mulheres e crianças e alguns velhos não sabem falar português.
Destaca-se, ultimamente, a grande popularidade da prática do futebol entre os xavantes. Também tem aumentado o número de xavantes cristãos, devido à ação de missionários nas aldeias. Isso tem gerado críticas por parte dos defensores da cultura xavante tradicional.

## Xavantes notáveis
- Mário Juruna, primeiro indígena eleito na história do país para o legislativo nacional (1983-1987)[12]
- Samantha Rootsitsina de C. Juruna, também chamada de Samantha Ro’otsitsina Xavante e conhecida como Tsitsina Juruna ela é filha de Mário Juruna, primeiro indígena eleito na história do país para o legislativo nacional (1983-1987)[12] e membra da Namunkurá Associação Xavante (NAX)[13].

## Publicações sobre os Xavantes
Exsitem diversas obras de referência, dicionários, livros didáticos, artigos científicos e teses e dissertações. 
Alguns destes foram compilados pela Associação Internacional de Linguística - SIL Brasil:
- Histórias Antigas do Povo Xavante - DAHI'RATA NHIMIROWASU'U Duréi Wasu'u. Coleção de Histórias Antigas do Povo Xavante. Contadas por Airton Pini'awå e Coronel Wi'i. Gravadas, escritas e compiladas por Alec Harrison. Português verificado por Mary Daniels, Marcos Von Rondon e Nilce Gerke. Original em inglês: 1999.[15] Em português, sem data.
- Burgess, Eunice. Duas Análises das Sílabas do Xavante. Publicado em: Estudos sôbre línguas e culturas indígenas: Trabalhos linguísticos realizados no Brasil (edição especial) - Gudschinsky, Sarah C., editor - 1971. pág. 96-102. (Tradução de: Two analyses of Xavante syllables - English - 1965).[16]
- Soares, Eduardo. Dicionário Xavante. SIL International, 2020. Trilíngue: Inglês, Português, Xavante.[17] [18]
- Soares, Eduardo. Gramática Xavante. Bilíngue: Português, Xavante.[19]